# 香港電車車站列表
香港電車是香港的一個路面電車系統，自1904年起投入服務。目前包括了123座車站，當中有7座為電車總站，分別為堅尼地城總站、石塘咀總站、上環（西港城）總站、跑馬地總站、銅鑼灣總站、北角總站及筲箕灣總站，但亦有部分電車班次以屈地街電車廠或西灣河電車廠作為終點站。本列表列出了所有香港電車車站資料。

## 主要路線
香港電車有限公司目前有6條主要路線連接堅尼地城至筲箕灣，服務時間由每天早上6時直至深夜12時，平均班次為1分30秒。
| 路線 | 路線                    | 路線   | 星期一至五 | 星期六 | 星期日及公眾假期 |
| ---- | ----------------------- | ------ | ---------- | ------ | ---------------- |
| 1    | 堅尼地城 → 跑馬地       | 頭班車 | 05:00      | 05:00  | 05:00            |
| 1    | 堅尼地城 → 跑馬地       | 尾班車 | 00:00      | 00:00  | 00:00            |
| 1    | 跑馬地 → 堅尼地城       | 頭班車 | 05:45      | 05:45  | 05:45            |
| 1    | 跑馬地 → 堅尼地城       | 尾班車 | 00:40      | 00:40  | 00:40            |
| 2    | 堅尼地城 → 筲箕灣       | 頭班車 | 06:30      | 06:30  | 06:30            |
| 2    | 堅尼地城 → 筲箕灣       | 尾班車 | 19:00      | 19:00  | 19:00            |
| 2    | 筲箕灣 → 堅尼地城       | 頭班車 | 07:40      | 07:40  | 07:40            |
| 2    | 筲箕灣 → 堅尼地城       | 尾班車 | 20:30      | 20:30  | 20:30            |
| 3    | 石塘咀 → 銅鑼灣         | 頭班車 | 05:15      | 05:50  | 05:30            |
| 3    | 石塘咀 → 銅鑼灣         | 尾班車 | 22:50      | 00:00  | 23:45            |
| 3    | 銅鑼灣 → 石塘咀         | 頭班車 | 05:50      | 06:30  | 06:00            |
| 3    | 銅鑼灣 → 石塘咀         | 尾班車 | 23:30      | 00:35  | 00:20            |
| 4    | 石塘咀 → 北角           | 頭班車 | 05:10      | 05:10  | 05:10            |
| 4    | 石塘咀 → 北角           | 尾班車 | 22:50      | 22:50  | 22:50            |
| 4    | 北角 → 石塘咀           | 頭班車 | 06:00      | 06:00  | 06:00            |
| 4    | 北角 → 石塘咀           | 尾班車 | 23:40      | 23:40  | 23:40            |
| 5    | 上環（西港城） → 筲箕灣 | 頭班車 | 06:00      | 06:00  | 06:00            |
| 5    | 上環（西港城） → 筲箕灣 | 尾班車 | 00:00      | 00:00  | 00:00            |
| 5    | 筲箕灣 → 上環（西港城） | 頭班車 | 05:45      | 05:45  | 05:45            |
| 5    | 筲箕灣 → 上環（西港城） | 尾班車 | 00:00      | 23:50  | 23:50            |
| 6    | 跑馬地 → 筲箕灣         | 頭班車 | 06:35      | 06:35  | 06:35            |
| 6    | 跑馬地 → 筲箕灣         | 尾班車 | 00:00      | 00:00  | 00:00            |
| 6    | 筲箕灣 → 跑馬地         | 頭班車 | 05:50      | 05:50  | 05:50            |
| 6    | 筲箕灣 → 跑馬地         | 尾班車 | 23:15      | 23:15  | 23:15            |

## 車站編號
電車公司於2011年初將每個電車分站標上數字，以便識別。分站編碼主要分「東行」和「西行」，「東行」的分站由堅尼地城起，以01開始每個單數編碼，以E作尾碼，例如分站05E是由堅尼地城總站起東行第3個分站，最大編號為101E；同樣道理，「西行」的分站則由筲箕灣開始，以02開始每個雙數編碼，以W作尾碼，最大編號為104W。跑馬地圈分站編號由105-112，未有分開東西行編碼。

## 車站列表
所有電車車站可分為2部分: 堅尼地城至筲箕灣段 (編號由01E至101E，以及02W至104W)和跑馬地段(編號由105至112)。

### 堅尼地城至筲箕灣段
東行線車站以單數為號碼，西行線車站以雙數為號碼。

此段行經多條香港繁忙道路，由西至東起，順序包括: 吉席街、堅彌地城海旁、德輔道西、干諾道西、德輔道中、金鐘道、莊士敦道、軒尼詩道、怡和街、高士威道、英皇道、康山道和筲箕灣道。
| 東行 (往筲箕灣方向)                        | 東行 (往筲箕灣方向) | 東行 (往筲箕灣方向)                                                                                       | 東行 (往筲箕灣方向) | 西行 (往堅尼地城方向)                      | 西行 (往堅尼地城方向) | 西行 (往堅尼地城方向)                                                                     | 西行 (往堅尼地城方向) |
| ------------------------------------------ | ------------------- | --- | ------------------- | ------------------------------------------ | --------------------- | ----------------------------------------------------------------------------------------- | --------------------- |
| 車站名稱                                   | 編號                | 行經路線                                                                                                  | 所在街道            | 車站名稱                                   | 編號                  | 行經路線                                                                                  | 所在街道              |
| 堅尼地城總站 Kennedy Town Terminus         | 00E                 | 堅尼地城 → 跑馬地 堅尼地城 → 筲箕灣                                                                       | 吉席街              | 堅尼地城總站 Kennedy Town Terminus         |                       | 堅尼地城 ← 跑馬地 堅尼地城 ← 筲箕灣                                                       | 吉席街                |
|                                            |                     | 堅尼地城 → 跑馬地 堅尼地城 → 筲箕灣                                                                       | 吉席街              | 爹核士街 Davis Street                      | 104W                  | 堅尼地城 ← 跑馬地 堅尼地城 ← 筲箕灣                                                       | 吉席街                |
|                                            |                     | 堅尼地城 → 跑馬地 堅尼地城 → 筲箕灣                                                                       | 吉席街              | 士美菲路 Smithfield                        | 102W                  | 堅尼地城 ← 跑馬地 堅尼地城 ← 筲箕灣                                                       | 吉席街                |
| 北街 North Street                          | 01E                 | 堅尼地城 → 跑馬地 堅尼地城 → 筲箕灣                                                                       | 吉席街              |                                            |                       | 堅尼地城 ← 跑馬地 堅尼地城 ← 筲箕灣                                                       | 吉席街                |
|                                            |                     | 堅尼地城 → 跑馬地 堅尼地城 → 筲箕灣                                                                       | 吉席街              | 山市街 Sands Street                        | 100W                  | 堅尼地城 ← 跑馬地 堅尼地城 ← 筲箕灣                                                       | 吉席街                |
| 荷蘭街 Holland Street                      | 03E                 | 堅尼地城 → 跑馬地 堅尼地城 → 筲箕灣                                                                       | 堅尼地城海傍        | 堅尼地城海傍 Kennedy Town Praya            | 98W                   | 堅尼地城 ← 跑馬地 堅尼地城 ← 筲箕灣                                                       | 堅尼地城海傍          |
| 皇后大道西 Queen's Road West               | 05E                 | 堅尼地城 → 跑馬地 堅尼地城 → 筲箕灣                                                                       | 堅尼地城海傍        | 皇后大道西 Queen's Road West               | 96W                   | 堅尼地城 ← 跑馬地 堅尼地城 ← 筲箕灣                                                       | 堅尼地城海傍          |
|                                            |                     | 堅尼地城 → 跑馬地 堅尼地城 → 筲箕灣                                                                       | 德輔道西            | 屈地街電車廠 Whitty Street Depot           | 94W                   | 以此站為終點站之西行電車                                                                  | 城西道                |
| 山道 Hill Road                             | 07E                 | 堅尼地城 → 跑馬地 堅尼地城 → 筲箕灣                                                                       | 德輔道西            | 山道 Hill Road                             | 92W                   | 堅尼地城 ← 跑馬地 堅尼地城 ← 筲箕灣                                                       | 德輔道西              |
| 石塘咀總站 Shek Tong Tsui Terminus         | 08E                 | 石塘咀 → 銅鑼灣 石塘咀 → 北角                                                                             | 德輔道西            | 石塘咀總站 Shek Tong Tsui Terminus         | 91W                   | 石塘咀 ← 銅鑼灣 石塘咀 ← 北角                                                             | 德輔道西              |
| 屈地街 Whitty Street                       | 09E                 | 堅尼地城 → 跑馬地 堅尼地城 → 筲箕灣 石塘咀 → 銅鑼灣 石塘咀 → 北角                                         | 德輔道西            | 屈地街 Whitty Street                       | 90W                   | 堅尼地城 ← 跑馬地 堅尼地城 ← 筲箕灣 石塘咀 ← 銅鑼灣 石塘咀 ← 北角                         | 德輔道西              |
| 水街 Water Street                          | 11E                 | 堅尼地城 → 跑馬地 堅尼地城 → 筲箕灣 石塘咀 → 銅鑼灣 石塘咀 → 北角                                         | 德輔道西            | 水街 Water Street                          | 88W                   | 堅尼地城 ← 跑馬地 堅尼地城 ← 筲箕灣 石塘咀 ← 銅鑼灣 石塘咀 ← 北角                         | 德輔道西              |
| 西邊街 Western Street                      | 13E                 | 堅尼地城 → 跑馬地 堅尼地城 → 筲箕灣 石塘咀 → 銅鑼灣 石塘咀 → 北角                                         | 德輔道西            | 西邊街 Western Street                      | 86W                   | 堅尼地城 ← 跑馬地 堅尼地城 ← 筲箕灣 石塘咀 ← 銅鑼灣 石塘咀 ← 北角                         | 德輔道西              |
| 東邊街 Eastern Street                      | 15E                 | 堅尼地城 → 跑馬地 堅尼地城 → 筲箕灣 石塘咀 → 銅鑼灣 石塘咀 → 北角                                         | 德輔道西            | 東邊街 Eastern Street                      | 84W                   | 堅尼地城 ← 跑馬地 堅尼地城 ← 筲箕灣 石塘咀 ← 銅鑼灣 石塘咀 ← 北角                         | 德輔道西              |
|                                            |                     | 堅尼地城 → 跑馬地 堅尼地城 → 筲箕灣 石塘咀 → 銅鑼灣 石塘咀 → 北角                                         | 德輔道西            | 修打蘭街 Sutherland Street                 | 82W                   | 堅尼地城 ← 跑馬地 堅尼地城 ← 筲箕灣 石塘咀 ← 銅鑼灣 石塘咀 ← 北角                         | 德輔道西              |
| 皇后街 Queen Street                        | 17E                 | 堅尼地城 → 跑馬地 堅尼地城 → 筲箕灣 石塘咀 → 銅鑼灣 石塘咀 → 北角                                         | 德輔道西            |                                            |                       | 堅尼地城 ← 跑馬地 堅尼地城 ← 筲箕灣 石塘咀 ← 銅鑼灣 石塘咀 ← 北角                         | 德輔道西              |
|                                            |                     | 堅尼地城 → 跑馬地 堅尼地城 → 筲箕灣 石塘咀 → 銅鑼灣 石塘咀 → 北角                                         | 干諾道西            | 干諾道西 Connaught Road West               | 80W                   | 堅尼地城 ← 跑馬地 堅尼地城 ← 筲箕灣 石塘咀 ← 銅鑼灣 石塘咀 ← 北角                         | 干諾道西              |
| 港澳碼頭 Macau Ferry Terminal              | 19E                 | 堅尼地城 → 跑馬地 堅尼地城 → 筲箕灣 石塘咀 → 銅鑼灣 石塘咀 → 北角                                         | 干諾道西            | 港澳碼頭 Macau Ferry Terminal              | 78W                   | 堅尼地城 ← 跑馬地 堅尼地城 ← 筲箕灣 石塘咀 ← 銅鑼灣 石塘咀 ← 北角                         | 干諾道西              |
| 上環（西港城）總站 Western Market Terminal | 20E                 | 上環（西港城） → 筲箕灣                                                                                   | 德輔道中            | 上環（西港城）總站 Western Market Terminal | 77W                   | 堅尼地城 ← 跑馬地 堅尼地城 ← 筲箕灣 石塘咀 ← 銅鑼灣 石塘咀 ← 北角 上環（西港城） ← 筲箕灣 | 德輔道中              |
| 禧利街 Hillier Street                      | 21E                 | 堅尼地城 → 跑馬地 堅尼地城 → 筲箕灣 石塘咀 → 銅鑼灣 石塘咀 → 北角 上環（西港城） → 筲箕灣                 | 德輔道中            |                                            |                       | 堅尼地城 ← 跑馬地 堅尼地城 ← 筲箕灣 石塘咀 ← 銅鑼灣 石塘咀 ← 北角 上環（西港城） ← 筲箕灣 | 德輔道中              |
|                                            |                     | 堅尼地城 → 跑馬地 堅尼地城 → 筲箕灣 石塘咀 → 銅鑼灣 石塘咀 → 北角 上環（西港城） → 筲箕灣                 | 德輔道中            | 文華里 Man Wah Lane                        | 76W                   | 堅尼地城 ← 跑馬地 堅尼地城 ← 筲箕灣 石塘咀 ← 銅鑼灣 石塘咀 ← 北角 上環（西港城） ← 筲箕灣 | 德輔道中              |
| 機利文街 Gilman Street                     | 23E                 | 堅尼地城 → 跑馬地 堅尼地城 → 筲箕灣 石塘咀 → 銅鑼灣 石塘咀 → 北角 上環（西港城） → 筲箕灣                 | 德輔道中            | 機利文街 Gilman Street                     | 74W                   | 堅尼地城 ← 跑馬地 堅尼地城 ← 筲箕灣 石塘咀 ← 銅鑼灣 石塘咀 ← 北角 上環（西港城） ← 筲箕灣 | 德輔道中              |
| 租庇利街 Jubilee Street                    | 25E                 | 堅尼地城 → 跑馬地 堅尼地城 → 筲箕灣 石塘咀 → 銅鑼灣 石塘咀 → 北角 上環（西港城） → 筲箕灣                 | 德輔道中            |                                            |                       | 堅尼地城 ← 跑馬地 堅尼地城 ← 筲箕灣 石塘咀 ← 銅鑼灣 石塘咀 ← 北角 上環（西港城） ← 筲箕灣 | 德輔道中              |
|                                            |                     | 堅尼地城 → 跑馬地 堅尼地城 → 筲箕灣 石塘咀 → 銅鑼灣 石塘咀 → 北角 上環（西港城） → 筲箕灣                 | 德輔道中            | 砵甸乍街 Pottinger Street                  | 72W                   | 堅尼地城 ← 跑馬地 堅尼地城 ← 筲箕灣 石塘咀 ← 銅鑼灣 石塘咀 ← 北角 上環（西港城） ← 筲箕灣 | 德輔道中              |
| 畢打街 Pedder Street                       | 27E                 | 堅尼地城 → 跑馬地 堅尼地城 → 筲箕灣 石塘咀 → 銅鑼灣 石塘咀 → 北角 上環（西港城） → 筲箕灣                 | 德輔道中            | 畢打街 Pedder Street                       | 70W                   | 堅尼地城 ← 跑馬地 堅尼地城 ← 筲箕灣 石塘咀 ← 銅鑼灣 石塘咀 ← 北角 上環（西港城） ← 筲箕灣 | 德輔道中              |
| 雪廠街 Ice House Street                    | 29E                 | 堅尼地城 → 跑馬地 堅尼地城 → 筲箕灣 石塘咀 → 銅鑼灣 石塘咀 → 北角 上環（西港城） → 筲箕灣                 | 德輔道中            |                                            |                       | 堅尼地城 ← 跑馬地 堅尼地城 ← 筲箕灣 石塘咀 ← 銅鑼灣 石塘咀 ← 北角 上環（西港城） ← 筲箕灣 | 德輔道中              |
| 銀行街 Bank Street                         | 31E                 | 堅尼地城 → 跑馬地 堅尼地城 → 筲箕灣 石塘咀 → 銅鑼灣 石塘咀 → 北角 上環（西港城） → 筲箕灣                 | 德輔道中            | 銀行街 Bank Street                         | 68W                   | 堅尼地城 ← 跑馬地 堅尼地城 ← 筲箕灣 石塘咀 ← 銅鑼灣 石塘咀 ← 北角 上環（西港城） ← 筲箕灣 | 德輔道中              |
| 美利道 Murray Road                         | 33E                 | 堅尼地城 → 跑馬地 堅尼地城 → 筲箕灣 石塘咀 → 銅鑼灣 石塘咀 → 北角 上環（西港城） → 筲箕灣                 | 金鐘道              |                                            |                       | 堅尼地城 ← 跑馬地 堅尼地城 ← 筲箕灣 石塘咀 ← 銅鑼灣 石塘咀 ← 北角 上環（西港城） ← 筲箕灣 | 金鐘道                |
|                                            |                     | 堅尼地城 → 跑馬地 堅尼地城 → 筲箕灣 石塘咀 → 銅鑼灣 石塘咀 → 北角 上環（西港城） → 筲箕灣                 | 金鐘道              | 紅棉道 Cotton Tree Drive                   | 66W                   | 堅尼地城 ← 跑馬地 堅尼地城 ← 筲箕灣 石塘咀 ← 銅鑼灣 石塘咀 ← 北角 上環（西港城） ← 筲箕灣 | 金鐘道                |
| 金鐘港鐵站 Admiralty MTR Station           | 35E                 | 堅尼地城 → 跑馬地 堅尼地城 → 筲箕灣 石塘咀 → 銅鑼灣 石塘咀 → 北角 上環（西港城） → 筲箕灣                 | 金鐘道              | 金鐘港鐵站 Admiralty MTR Station           | 64W                   | 堅尼地城 ← 跑馬地 堅尼地城 ← 筲箕灣 石塘咀 ← 銅鑼灣 石塘咀 ← 北角 上環（西港城） ← 筲箕灣 | 金鐘道                |
| 軍器廠街 Arsenal Street                    | 37E                 | 堅尼地城 → 跑馬地 堅尼地城 → 筲箕灣 石塘咀 → 銅鑼灣 石塘咀 → 北角 上環（西港城） → 筲箕灣                 | 軒尼詩道            | 軍器廠街 Arsenal Street                    | 62W                   | 堅尼地城 ← 跑馬地 堅尼地城 ← 筲箕灣 石塘咀 ← 銅鑼灣 石塘咀 ← 北角 上環（西港城） ← 筲箕灣 | 軒尼詩道              |
| 分域街 Fenwick Street                      | 39E                 | 堅尼地城 → 跑馬地 堅尼地城 → 筲箕灣 石塘咀 → 銅鑼灣 石塘咀 → 北角 上環（西港城） → 筲箕灣                 | 莊士敦道            | 機利臣街 Gresson Street                    | 60W                   | 堅尼地城 ← 跑馬地 堅尼地城 ← 筲箕灣 石塘咀 ← 銅鑼灣 石塘咀 ← 北角 上環（西港城） ← 筲箕灣 | 莊士敦道              |
| 盧押道 Luard Road                          | 41E                 | 堅尼地城 → 跑馬地 堅尼地城 → 筲箕灣 石塘咀 → 銅鑼灣 石塘咀 → 北角 上環（西港城） → 筲箕灣                 | 莊士敦道            | 汕頭街 Swatow Street                       | 58W                   | 堅尼地城 ← 跑馬地 堅尼地城 ← 筲箕灣 石塘咀 ← 銅鑼灣 石塘咀 ← 北角 上環（西港城） ← 筲箕灣 | 莊士敦道              |
| 柯布連道 O'Brien Road                      | 43E                 | 堅尼地城 → 跑馬地 堅尼地城 → 筲箕灣 石塘咀 → 銅鑼灣 石塘咀 → 北角 上環（西港城） → 筲箕灣                 | 莊士敦道            | 柯布連道 O'Brien Road                      | 56W                   | 堅尼地城 ← 跑馬地 堅尼地城 ← 筲箕灣 石塘咀 ← 銅鑼灣 石塘咀 ← 北角 上環（西港城） ← 筲箕灣 | 莊士敦道              |
| 菲林明道 Fleming Road                      | 45E                 | 堅尼地城 → 跑馬地 堅尼地城 → 筲箕灣 石塘咀 → 銅鑼灣 石塘咀 → 北角 上環（西港城） → 筲箕灣                 | 莊士敦道            |                                            |                       | 堅尼地城 ← 跑馬地 堅尼地城 ← 筲箕灣 石塘咀 ← 銅鑼灣 石塘咀 ← 北角 上環（西港城） ← 筲箕灣 | 莊士敦道              |
|                                            |                     | 堅尼地城 → 跑馬地 堅尼地城 → 筲箕灣 石塘咀 → 銅鑼灣 石塘咀 → 北角 上環（西港城） → 筲箕灣                 | 莊士敦道            | 巴路士街 Burrows Road                      | 54W                   | 堅尼地城 ← 跑馬地 堅尼地城 ← 筲箕灣 石塘咀 ← 銅鑼灣 石塘咀 ← 北角 上環（西港城） ← 筲箕灣 | 莊士敦道              |
| 杜老誌道 Tonnochy Road                     | 47E                 | 堅尼地城 → 跑馬地 堅尼地城 → 筲箕灣 石塘咀 → 銅鑼灣 石塘咀 → 北角 上環（西港城） → 筲箕灣                 | 軒尼詩道            | 杜老誌道 Tonnochy Road                     | 52W                   | 堅尼地城 ← 跑馬地 堅尼地城 ← 筲箕灣 石塘咀 ← 銅鑼灣 石塘咀 ← 北角 上環（西港城） ← 筲箕灣 | 軒尼詩道              |
| 堅拿道西 Canal Road West                   | 49E                 | 堅尼地城 → 跑馬地 堅尼地城 → 筲箕灣 石塘咀 → 銅鑼灣 石塘咀 → 北角 上環（西港城） → 筲箕灣 跑馬地 → 筲箕灣 | 軒尼詩道            | 堅拿道西 Canal Road West                   | 50W                   | 堅尼地城 ← 筲箕灣 石塘咀 ← 銅鑼灣 石塘咀 ← 北角 上環（西港城） ← 筲箕灣                   | 軒尼詩道              |
| 波斯富街 Percival Street                   | 51E                 | 堅尼地城 → 筲箕灣 石塘咀 → 銅鑼灣 石塘咀 → 北角 上環（西港城） → 筲箕灣 跑馬地 → 筲箕灣                   | 軒尼詩道            |                                            |                       | 堅尼地城 ← 筲箕灣 石塘咀 ← 銅鑼灣 石塘咀 ← 北角 上環（西港城） ← 筲箕灣                   | 軒尼詩道              |
| 百德新街 Paterson Street                   | 53E                 | 堅尼地城 → 筲箕灣 石塘咀 → 銅鑼灣 石塘咀 → 北角 上環（西港城） → 筲箕灣 跑馬地 → 筲箕灣                   | 怡和街              | 百德新街 Paterson Street                   | 48W                   | 堅尼地城 ← 筲箕灣 石塘咀 ← 銅鑼灣 石塘咀 ← 北角 上環（西港城） ← 筲箕灣 跑馬地 ← 筲箕灣   | 怡和街                |
|                                            |                     | 堅尼地城 → 筲箕灣 石塘咀 → 銅鑼灣 石塘咀 → 北角 上環（西港城） → 筲箕灣 跑馬地 → 筲箕灣                   | 怡和街              | 邊寧頓街 Pennington Street                 | 46W                   | 堅尼地城 ← 筲箕灣 石塘咀 ← 銅鑼灣 石塘咀 ← 北角 上環（西港城） ← 筲箕灣 跑馬地 ← 筲箕灣   | 怡和街                |
| 銅鑼灣總站 Causeway Bay Terminus           | 54E                 | 石塘咀 → 銅鑼灣                                                                                           | 怡和街              | 銅鑼灣總站 Causeway Bay Terminus           | 45W                   | 石塘咀 ← 銅鑼灣                                                                           | 怡和街                |
| 信德街 Shelter Street                      | 55E                 | 堅尼地城 → 筲箕灣 石塘咀 → 北角 上環（西港城） → 筲箕灣 跑馬地 → 筲箕灣                                   | 高士威道            | 信德街 Shelter Street                      | 44W                   | 堅尼地城 ← 筲箕灣 石塘咀 ← 北角 上環（西港城） ← 筲箕灣 跑馬地 ← 筲箕灣                   | 高士威道              |
| 維多利亞公園 Victoria Park                 | 57E                 | 堅尼地城 → 筲箕灣 石塘咀 → 北角 上環（西港城） → 筲箕灣 跑馬地 → 筲箕灣                                   | 高士威道            | 維多利亞公園 Victoria Park                 | 42W                   | 堅尼地城 ← 筲箕灣 石塘咀 ← 北角 上環（西港城） ← 筲箕灣 跑馬地 ← 筲箕灣                   | 高士威道              |
| 興發街 Hing Fat Street                     | 59E                 | 堅尼地城 → 筲箕灣 石塘咀 → 北角 上環（西港城） → 筲箕灣 跑馬地 → 筲箕灣                                   | 高士威道            |                                            |                       | 堅尼地城 ← 筲箕灣 石塘咀 ← 北角 上環（西港城） ← 筲箕灣 跑馬地 ← 筲箕灣                   | 高士威道              |
|                                            |                     | 堅尼地城 → 筲箕灣 石塘咀 → 北角 上環（西港城） → 筲箕灣 跑馬地 → 筲箕灣                                   | 英皇道              | 留仙街 Lau Sin Street                      | 40W                   | 堅尼地城 ← 筲箕灣 石塘咀 ← 北角 上環（西港城） ← 筲箕灣 跑馬地 ← 筲箕灣                   | 英皇道                |
|                                            |                     | 堅尼地城 → 筲箕灣 石塘咀 → 北角 上環（西港城） → 筲箕灣 跑馬地 → 筲箕灣                                   | 英皇道              | 琉璃街 Lau Li Street                       | 38W                   | 堅尼地城 ← 筲箕灣 石塘咀 ← 北角 上環（西港城） ← 筲箕灣 跑馬地 ← 筲箕灣                   | 英皇道                |
| 永興街 Wing Hing Street                    | 61E                 | 堅尼地城 → 筲箕灣 石塘咀 → 北角 上環（西港城） → 筲箕灣 跑馬地 → 筲箕灣                                   | 英皇道              |                                            |                       | 堅尼地城 ← 筲箕灣 石塘咀 ← 北角 上環（西港城） ← 筲箕灣 跑馬地 ← 筲箕灣                   | 英皇道                |
| 木星街 Jupiter Street                      | 63E                 | 堅尼地城 → 筲箕灣 石塘咀 → 北角 上環（西港城） → 筲箕灣 跑馬地 → 筲箕灣                                   | 英皇道              | 木星街 Jupiter Street                      | 36W                   | 堅尼地城 ← 筲箕灣 石塘咀 ← 北角 上環（西港城） ← 筲箕灣 跑馬地 ← 筲箕灣                   | 英皇道                |
| 炮台山 Fortress Hill                       | 65E                 | 堅尼地城 → 筲箕灣 石塘咀 → 北角 上環（西港城） → 筲箕灣 跑馬地 → 筲箕灣                                   | 英皇道              | 炮台山 Fortress Hill                       | 34W                   | 堅尼地城 ← 筲箕灣 石塘咀 ← 北角 上環（西港城） ← 筲箕灣 跑馬地 ← 筲箕灣                   | 英皇道                |
| 春秧街 Chun Ying Street                    | 67E                 | 石塘咀 → 北角                                                                                             | 春秧街              |                                            |                       | 堅尼地城 ← 筲箕灣 石塘咀 ← 北角 上環（西港城） ← 筲箕灣 跑馬地 ← 筲箕灣                   | 英皇道                |
| 北角道 North Point Street                  | 69E                 | 堅尼地城 → 筲箕灣 上環（西港城） → 筲箕灣 跑馬地 → 筲箕灣                                                 | 英皇道              | 北角道 North Point Street                  | 32W                   | 堅尼地城 ← 筲箕灣 石塘咀 ← 北角 上環（西港城） ← 筲箕灣 跑馬地 ← 筲箕灣                   | 英皇道                |
| 北角總站 North Point Terminus              | 70E                 | 石塘咀 → 北角                                                                                             | 糖水道              | 北角總站 North Point Terminus              | 31W                   | 石塘咀 ← 北角                                                                             | 糖水道                |
| 書局街 Shu Kuk Street                      | 71E                 | 堅尼地城 → 筲箕灣 上環（西港城） → 筲箕灣 跑馬地 → 筲箕灣                                                 | 英皇道              | 書局街 Shu Kuk Street                      | 30W                   | 堅尼地城 ← 筲箕灣 上環（西港城） ← 筲箕灣 跑馬地 ← 筲箕灣                                 | 英皇道                |
| 電照街 Tin Chiu Street                     | 73E                 | 堅尼地城 → 筲箕灣 上環（西港城） → 筲箕灣 跑馬地 → 筲箕灣                                                 | 英皇道              | 電照街 Tin Chiu Street                     | 28W                   | 堅尼地城 ← 筲箕灣 上環（西港城） ← 筲箕灣 跑馬地 ← 筲箕灣                                 | 英皇道                |
| 健康西街 Healthy Street West               | 75E                 | 堅尼地城 → 筲箕灣 上環（西港城） → 筲箕灣 跑馬地 → 筲箕灣                                                 | 英皇道              | 健康西街 Healthy Street West               | 26W                   | 堅尼地城 ← 筲箕灣 上環（西港城） ← 筲箕灣 跑馬地 ← 筲箕灣                                 | 英皇道                |
| 健康東街 Healthy Street East               | 77E                 | 堅尼地城 → 筲箕灣 上環（西港城） → 筲箕灣 跑馬地 → 筲箕灣                                                 | 英皇道              | 健康東街 Healthy Street East               | 24W                   | 堅尼地城 ← 筲箕灣 上環（西港城） ← 筲箕灣 跑馬地 ← 筲箕灣                                 | 英皇道                |
| 渣華道 Java Road                           | 79E                 | 堅尼地城 → 筲箕灣 上環（西港城） → 筲箕灣 跑馬地 → 筲箕灣                                                 | 英皇道              | 渣華道 Java Road                           | 22W                   | 堅尼地城 ← 筲箕灣 上環（西港城） ← 筲箕灣 跑馬地 ← 筲箕灣                                 | 英皇道                |
| 芬尼街 Finnie Street                       | 81E                 | 堅尼地城 → 筲箕灣 上環（西港城） → 筲箕灣 跑馬地 → 筲箕灣                                                 | 英皇道              | 芬尼街 Finnie Street                       | 20W                   | 堅尼地城 ← 筲箕灣 上環（西港城） ← 筲箕灣 跑馬地 ← 筲箕灣                                 | 英皇道                |
| 柏架山道 Mount Parker Road                 | 83E                 | 堅尼地城 → 筲箕灣 上環（西港城） → 筲箕灣 跑馬地 → 筲箕灣                                                 | 英皇道              | 柏架山道 Mount Parker Road                 | 18W                   | 堅尼地城 ← 筲箕灣 上環（西港城） ← 筲箕灣 跑馬地 ← 筲箕灣                                 | 英皇道                |
| 船塢里 Shipyard Lane                       | 85E                 | 堅尼地城 → 筲箕灣 上環（西港城） → 筲箕灣 跑馬地 → 筲箕灣                                                 | 英皇道              | 船塢里 Shipyard Lane                       | 16W                   | 堅尼地城 ← 筲箕灣 上環（西港城） ← 筲箕灣 跑馬地 ← 筲箕灣                                 | 英皇道                |
| 康山 Kornhill                              | 87E                 | 堅尼地城 → 筲箕灣 上環（西港城） → 筲箕灣 跑馬地 → 筲箕灣                                                 | 康山道              | 康山 Kornhill                              | 14W                   | 堅尼地城 ← 筲箕灣 上環（西港城） ← 筲箕灣 跑馬地 ← 筲箕灣                                 | 康山道                |
| 太古城道 Tai Koo Shing Road                | 89E                 | 堅尼地城 → 筲箕灣 上環（西港城） → 筲箕灣 跑馬地 → 筲箕灣                                                 | 筲箕灣道            | 太古城道 Tai Koo Shing Road                | 12W                   | 堅尼地城 ← 筲箕灣 上環（西港城） ← 筲箕灣 跑馬地 ← 筲箕灣                                 | 筲箕灣道              |
| 太康街 Tai Hong Street                     | 91E                 | 堅尼地城 → 筲箕灣 上環（西港城） → 筲箕灣 跑馬地 → 筲箕灣                                                 | 筲箕灣道            | 太康街 Tai Hong Street                     | 10W                   | 堅尼地城 ← 筲箕灣 上環（西港城） ← 筲箕灣 跑馬地 ← 筲箕灣                                 | 筲箕灣道              |
| 太安街 Tai On Street                       | 93E                 | 堅尼地城 → 筲箕灣 上環（西港城） → 筲箕灣 跑馬地 → 筲箕灣                                                 | 筲箕灣道            |                                            |                       | 堅尼地城 ← 筲箕灣 上環（西港城） ← 筲箕灣 跑馬地 ← 筲箕灣                                 | 筲箕灣道              |
|                                            |                     | 堅尼地城 → 筲箕灣 上環（西港城） → 筲箕灣 跑馬地 → 筲箕灣                                                 | 筲箕灣道            | 聖十字徑 Holy Cross Path                   | 08W                   | 堅尼地城 ← 筲箕灣 上環（西港城） ← 筲箕灣 跑馬地 ← 筲箕灣                                 | 筲箕灣道              |
| 海富街 Hoi Foo Street                      | 95E                 | 堅尼地城 → 筲箕灣 上環（西港城） → 筲箕灣 跑馬地 → 筲箕灣                                                 | 筲箕灣道            | 海富街 Hoi Foo Street                      | 06W                   | 堅尼地城 ← 筲箕灣 上環（西港城） ← 筲箕灣 跑馬地 ← 筲箕灣                                 | 筲箕灣道              |
| 西灣河電車廠 Sai Wan Ho Depot              | 97E                 | 以此站為終點站之東行電車                                                                                  | 愛秩序灣道          |                                            |                       | 堅尼地城 ← 筲箕灣 上環（西港城） ← 筲箕灣 跑馬地 ← 筲箕灣                                 | 筲箕灣道              |
|                                            |                     | 堅尼地城 → 筲箕灣 上環（西港城） → 筲箕灣 跑馬地 → 筲箕灣                                                 | 筲箕灣道            | 新成街 San Shing Street                    | 04W                   | 堅尼地城 ← 筲箕灣 上環（西港城） ← 筲箕灣 跑馬地 ← 筲箕灣                                 | 筲箕灣道              |
| 南康街 Nam Hong Street                     | 99E                 | 堅尼地城 → 筲箕灣 上環（西港城） → 筲箕灣 跑馬地 → 筲箕灣                                                 | 筲箕灣道            |                                            |                       | 堅尼地城 ← 筲箕灣 上環（西港城） ← 筲箕灣 跑馬地 ← 筲箕灣                                 | 筲箕灣道              |
| 柴灣道 Chai Wan Road                       | 101E                | 堅尼地城 → 筲箕灣 上環（西港城） → 筲箕灣 跑馬地 → 筲箕灣                                                 | 筲箕灣道            | 柴灣道 Chai Wan Road                       | 02W                   | 堅尼地城 ← 筲箕灣 上環（西港城） ← 筲箕灣 跑馬地 ← 筲箕灣                                 | 筲箕灣道              |
| 筲箕灣總站 Shau Kei Wan Terminus           | 103E                | 堅尼地城 → 筲箕灣 上環（西港城） → 筲箕灣 跑馬地 → 筲箕灣                                                 | 筲箕灣東大街        | 筲箕灣總站 Shau Kei Wan Terminus           |                       | 堅尼地城 ← 筲箕灣 上環（西港城） ← 筲箕灣 跑馬地 ← 筲箕灣                                 | 筲箕灣東大街          |

### 跑馬地段
此段有9座車站。編號依順時針由105排起，行經波斯富街、禮頓道、黃泥涌道、摩理臣山道和天樂里。
| 車站名稱                         | 編號                              | 行經路線                          | 所在街道   |
| -------------------------------- | --------------------------------- | --------------------------------- | ---------- |
| 富明街 Foo Ming Street           | 105                               | 堅尼地城 → 跑馬地 跑馬地 ← 筲箕灣 | 波斯富街   |
| 禮頓道 Leighton Road             | 106                               | 堅尼地城 → 跑馬地 跑馬地 ← 筲箕灣 | 禮頓道     |
| 樂活道 Broadwood Road            | 107                               | 堅尼地城 → 跑馬地 跑馬地 ← 筲箕灣 | 黃泥涌道   |
| 黃泥涌道 Wong Nai Chung Road     | 108                               | 堅尼地城 → 跑馬地 跑馬地 ← 筲箕灣 | 黃泥涌道   |
| 跑馬地總站 Happy Valley Terminus | 108A(往堅尼地城) / 108B(往筲箕灣) | 堅尼地城 ↔ 跑馬地 跑馬地 ↔ 筲箕灣 | 黃泥涌道   |
| 香港墳場 Hong Kong Cemetary      | 109                               | 堅尼地城 ← 跑馬地 跑馬地 → 筲箕灣 | 黃泥涌道   |
| 皇后大道東 Queen's Road East     | 110                               | 堅尼地城 ← 跑馬地 跑馬地 → 筲箕灣 | 黃泥涌道   |
| 摩利臣山道 Morrison Hill Road    | 111                               | 堅尼地城 ← 跑馬地 跑馬地 → 筲箕灣 | 摩理臣山道 |
| 天樂里 Tin Lok Lane              | 112                               | 堅尼地城 ← 跑馬地 跑馬地 → 筲箕灣 | 天樂里     |

## 腳註

### 備註
1. 1 2  車站編號 WST 取自「屈地街總站 Whitty Street Terminus」。
2. ↑  當此車站非為路線終點站，車站名稱為「上環街市 Western Market」。
3. ↑  由堅尼地城總站開往跑馬地總站之電車，會轉經波斯富街，下一站為富明街站(編號105)。
4. ↑  由筲箕灣總站開往跑馬地總站之電車，會轉經波斯富街，下一站為富明街站(編號105)。
5. ↑  開往堅尼地城總站之電車，下一站為杜老誌道站(編號52W)；開往筲箕灣總站之電車，下一站為堅拿道西站(編號49E)。